# 粤桂冬青
粤桂冬青（学名：Ilex occulta）是冬青科冬青属的植物，是中国的特有植物。分布于中国大陆的广西、广东等地，生长于海拔600米的地区，多生于低海拔的山坡林中，目前已由人工引种栽培。